# Lzzy Hale
Elizabeth "Lzzy" Hale (10 de outubro de 1983) é uma cantora, musicista, guitarrista e compositora. Vocalista da banda Halestorm.

## Biografia
Quando pequena aprendeu a tocar piano aos 5 anos de idade e assim foi evoluindo no mundo música, Lzzy aprendeu a tocar keytar mais tarde os 16 anos de idade, Lzzy teve aulas de violão. Fundou junto com seu irmão Arejay Hale a banda Halestorm.
Ela recebeu uma nomeação na categoria "Hottest Chick in Metal", no Revolver Golden Gods Awards 2010, mas a vencedora desta categoria foi Maria Brink, vocalista do In This Moment. O evento que anunciou os vencedores aconteceu em 8 de abril, no Club Nokia em Los Angeles, e foi televisionado pela MTV2. Ganhou recentemente o Grammy Awards. na categoria Hard Rock/Metal pela música Love Bites (So Do I) Em 24 de setembro de 2015 tocou no Rock In Rio com sua banda Halestorm no palco Sunset e como convidada da banda Hollywood Vampires no palco Mundo.

## Carreira
Hale tem escrito ativamente e executando música original desde 1997. Hale começou a aprender piano com a idade de 5 anos; Ela mais tarde progrediu para um violão aos 16 anos com seu irmão Arejay aprendendo a tocar bateria. Os irmãos adolescentes lançaram um EP intitulado Do not Mess With the Time Man em 1999, marcando a primeira aparição de Hale como artista de gravação e vocalista principal. Ela já teve um sucesso significativo, não só como cantora principal da Halestorm, mas também com Aparições convidadas ao lado de artistas como Shinedown, Black Stone Cherry, Seether, Adrenaline Mob e Stone Sour.

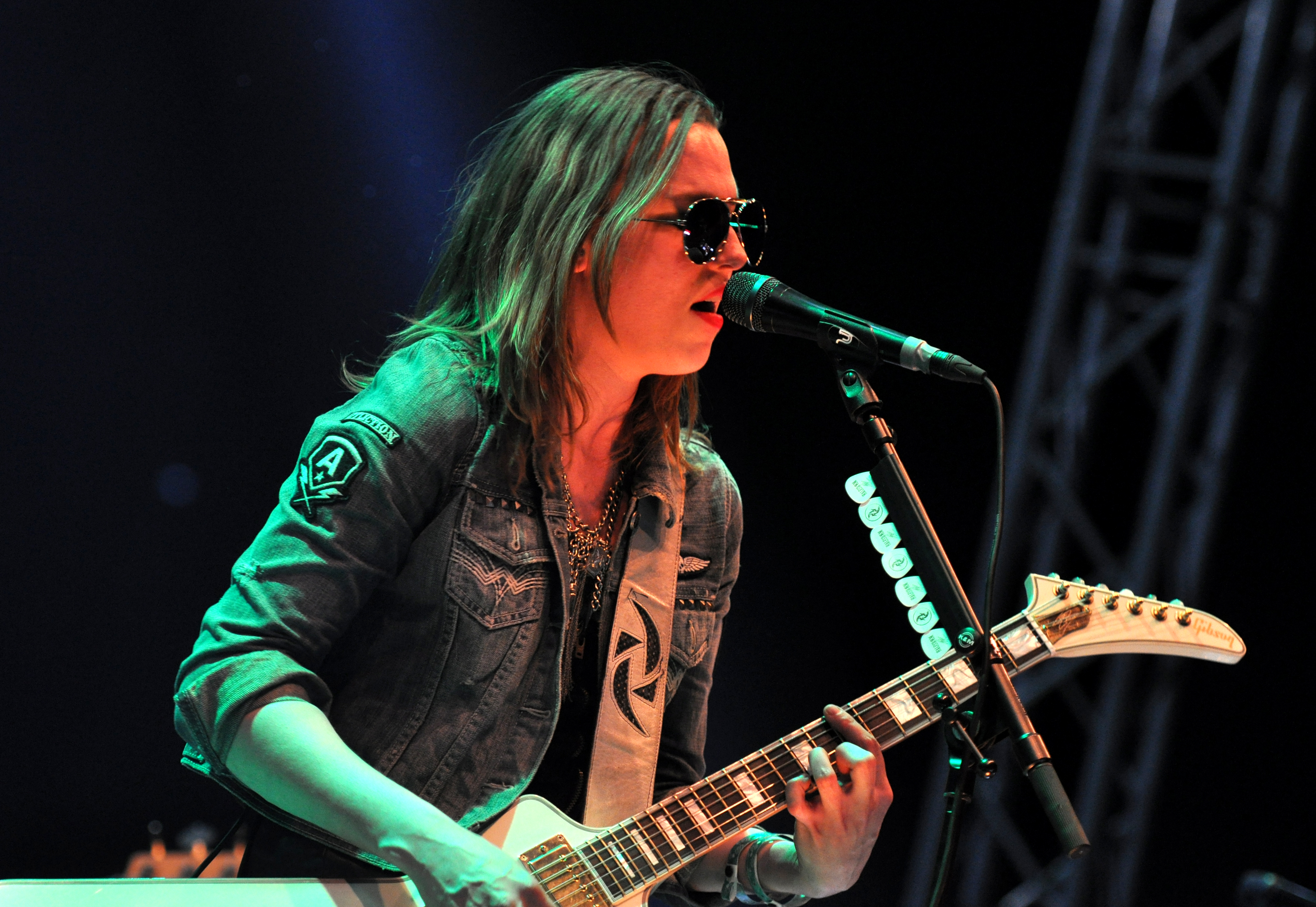
Lzzy Hale em 2014.

Na edição de dezembro de 2009 da revista Revolver, Hale apareceu na capa ao lado da vocalista do Landmine Marathon, Grace Perry, como um dos "Hottest Chicks in Metal". Durante a maior parte dos anos, Hale foi listada como uma dos "Hottest" na revista e/ou no seu calendário Hottest Chicks. Para a edição de fevereiro/março de 2015 da revista, Hale apareceu sozinha na capa para um artigo de destaque e mais uma vez como uma dos "25 pintinhos mais quentes em hard rock e metal" da Revolver.
Hale também escreveu a coluna de conselhos "Ask Lzzy" para o Revolver.
Em 21 de julho de 2010, ela apareceu no Late Night with Jimmy Fallon com Halestorm, participando do "Familiar Taste of Poison". Em 2012, na turnê Carnival of Madness, ela interpretou a música Halestorm "Break in" com a vocalista do Evanescence, Amy Lee. Além disso, na turnê Alter Bridge Fortress, ela cantou "Watch Over You" com Myles Kennedy em datas selecionadas.
Hale emprestou seus vocais a uma versão retrabalhada da música "Shed Some Light" do álbum de 2005, Us and Them da banda Shinedown. Brent Smith do Hale e Shinedown interpretou a música ao vivo em uma ocasião. Ela também cantou na música de Shinedown "Breaking Inside". Em 5 de setembro de 2007, Halestorm apareceu no The Tonight Show com Jay Leno como parte da divulgação de "Jaywalking". Em 21 de julho de 2010, a banda apareceu no Late Night with Jimmy Fallon, participando do "Familiar Taste of Poison".
Hale foi apresentado na capa do dispositivo "Close My Eyes Forever" com o cantor David Draiman do Device, lançado em 9 de abril de 2013. Hale também é destaque na música do álbum do "Forget About the Blame" da Trans-Siberian Orchestra.
Halestorm foi a última banda a dividir o palco com Ronnie James Dio para sua última apresentação em 29 de agosto de 2009, quando eles abriram para Heaven And Hell na Atlantic House's House of Blues. Hale é um dos muitos artistas a apresentar no álbum de tributo, Ronnie James Dio This Is Your Life, lançado em 25 de março de 2014. Junto com o resto do Halestorm, gravaram a faixa 5 do álbum, "Straight Through the Heart".
Em 2014, apareceu como vocalista na faixa-título do álbum do violinista Lindsey Stirling, Shatter Me. Também em 2014, Hale apresentou-se com Eric Church no CMA Music Festival e em um dueto da música de Igreja "That's Damn Rock & Roll" no CMT Music Awards.
A Gibson anunciou o lançamento de uma guitarra com a assinatura de Lzzy em setembro de 2014. É fabricada pela Gibson USA e combina com o branco feito para ela em 2012. O modelo de produção não tem um cabeçote encadernado, tem apenas uma camada de ligação no pescoço, e os botões são botões de velocidade de ouro padrão. Ele vem com coletores Classic 57/Classic 57 Plus e bloqueio de hardware dourado.
Em setembro de 2016, Hale cantou os vocais como o papel de Faythe em uma versão reencaminhada e encurtada de "Our New World", no álbum The Astonishing. Esta versão foi lançada como single e no canal do Dream Theater no YouTube.

## Vida pessoal
Em 11 de outubro de 2014, Hale assumiu-se como bissexual em sua conta pessoal do Twitter. Em 30 de outubro de 2015, confirmou-se que ela esteva em um relacionamento com o seu colega de banda Joe Hottinger.
Em abril de 2016, Hale expressou seu apoio a Bernie Sanders nas eleições presidenciais nos Estados Unidos em 2016.